# Аутентификация по геометрии лица
Аутентификация по геометрии лица — это одна из биометрических технологий, используемая для проверки подлинности личности, в которой уникальной биологической характеристикой человека является пространственное строение его лица. Не стоит путать данный тип аутентификации с технологиями распознавания лиц — программным приложением, способным однозначно идентифицировать или проверить личность путём сравнения и анализа моделей, основанных на контурах лица человека. Несмотря на то, что обе технологии используют биометрию и предназначены для проверки личности, они отличаются некоторыми базовыми принципами. В отличие от алгоритмов распознавания лиц, в которых выполняется сопоставление пользователя с базой данных известных личностей, в аутентификации 3D-карта лица (полученная, например, с фронтальной камеры) сравнивается один к одному с сохранённым биометрическим шаблоном с некоторой точностью. Таким образом, пространственная модель лица используется в качестве учётных данных для получения доступа к своей учётной записи (в интернете или на устройстве).
Распознавание по геометрии лица причисляют к «трём большим биометрикам» вместе с распознаванием по отпечаткам пальцев и радужной оболочке.

## Этапы аутентификации
Процесс проверки подлинности личности выполняется в соответствии со следующими шагами:
- Пользователь, который желает впоследствии использовать данную биометрическую аутентификацию в конкретной системе, загружает удостоверение личности государственного образца (например, водительские права или паспорт).
- Чтобы удостовериться, что данный документ принадлежит пользователю и не был украден, система требует от пользователя сделать свою фотографию, которая затем сравнивается с изображением на документе. При несовпадении система досрочно завершает процесс создания профиля пользователя.

(первые два этапа являются опциональными, алгоритм может начинаться с первичной регистрации пользователя в устройстве)
- Процесс создания фотографии обычно включает в себя подтверждение реального присутствия (так называемый liveness detection[6]), чтобы убедиться, что пользователь физически присутствует во время транзакции. Цель этого этапа — помешать мошенникам, которые всё чаще прибегают к спуфинг-атакам, используя фотографию, видео или другую замену биометрических характеристик уполномоченного лица, чтобы получить чьи-то привилегии или права доступа.
- В процессе подтверждения реального присутствия и съёмки создаётся 3D-модель лица, набор данных, уникальный для пользователя, и именно он хранится системой для следующих этапов аутентификации.
- Пользователь получает учётные данные для входа, если проверка прошла успешно.
- Когда пользователю необходимо войти в свою учётную запись или выполнить транзакцию с высоким риском (например, банковский перевод или сброс пароля), ему предлагается пройти съёмку, где создаётся новая 3D-модель лица. Затем она сравнивается с шаблоном, созданным во время первоначальной регистрации, и принимается решение о совпадении/отсутствии совпадения.
- Эффективным решением в технологиях аутентификации лиц является адаптивное обучение системы. Это означает, что новая 3D-модель лица сравнивается не только с исходным шаблоном, но и со всеми последующими моделями для повышения точности и надёжности аутентификации.

## Преимущества
Традиционные методы аутентификации, такие как двухфакторная аутентификация на основе SMS и аутентификация на основе некоторого знания (knowledge-based authentication), больше не считаются надёжными решениями, так как не являются устойчивыми к фишингу, man-in-the-browser атакам и другим формам интернет-мошенничества.
Существует ряд ощутимых преимуществ лицевой аутентификации по сравнению с традиционными методами:
- Запрашивая удостоверение личности и сопоставляя его с фотографией (и встроенным подтверждением реального присутствия), можно ожидать высокую гарантию идентичности, того, что человек является тем, за кого себя выдаёт.

- Благодаря популярности Apple Face ID, аутентификация лица стала более привычной[13]. Она позволяет провести сравнение новой модели лица с имеющейся в базе за считанные секунды с высоким уровнем надёжности. Простота и скорость использования биометрической аутентификации (по сравнению с введением пароля, например) значительно улучшает пользовательский интерфейс.

- Поскольку 3D-модели лиц могут быть созданы на любом устройстве с камерой, становится возможна кросс-платформенная биометрическая аутентификация — пользователи могут зарегистрироваться с помощью веб-камеры ноутбука и затем проходить аутентификацию со смартфона или планшета. Появляется возможность использовать данный тип аутентификации во множестве ситуаций, от разблокировки двери автомобиля до выполнения безопасного сброса пароля для доступа к банковскому счёту.

Рассмотрим наиболее успешные реализации технологии аутентификации по геометрии лица.

## Face ID
Face ID это биометрическая технология распознавания лиц, разработанная компанией Apple Inc.
Аутентификация с помощью Face ID используется в работе некоторых функций iOS, включая автоматическую разблокировку телефона, осуществление платежей с помощью Apple Pay и доступа к конфиденциальным данным, таких как сохранённые пароли. Кроме того, Face ID может использоваться без аутентификации для отслеживания выражения лица и позиционирования пользователя в процессе работы Animoji и других приложений.
Корпорация Apple анонсировала Face ID во время презентации iPhone X 12 сентября 2017 года. Система была представлена как преемник Touch ID, предыдущей технологии аутентификации по отпечаткам пальцев, встроенной в кнопку home iPhone 8 и более ранних устройств. 12 сентября 2018 года компания представила iPhone XS и XR с более высокими скоростями обработки нейронных сетей, что обеспечило значительное увеличение скорости аутентификации по лицу пользователя. 30 октября 2018 года был представлен iPad Pro третьего поколения, первый планшет со встроенной технологией и возможностью распознавать лица в любой ориентации.

### Реализация
Аппаратное обеспечение Face ID состоит из датчика с тремя модулями:
- точечный проектор, проецирующий сетку из 30 тысяч инфракрасных точек на лицо пользователя
- модуль под названием flood illuminator, считывающий полученный рисунок и генерирующий 3D-модель лица
- инфракрасная камера, создающая инфракрасное изображение пользователя, которое затем шифруется и отправляется в локальный «безопасный анклав» в процессоре устройства

Сохранённые данные являются математическим представлением ключевых деталей лица. Они сравниваются с ранее зарегистрированной моделью с помощью защищённой подсистемы, далее происходит аутентификация пользователя, если 3D-модели совпали с достаточной точностью.
В процессе первичной настройки лицо пользователя сканируется дважды с нескольких углов для создания наиболее полной модели. По мере использования система фиксирует характерные изменения внешнего вида пользователя и адаптируется к ним — таким образом она способна распознавать пользователя в очках, с макияжем и волосами на лице. Аутентификация происходит и в темноте — в этом случае лицо освещается с помощью специального инфракрасного модуля вспышки. Во избежание непроизвольной аутентификации требуется, чтобы пользователь открыл глаза и посмотрел на устройство.
Face ID использует инфракрасный прожектор и точечный проектор, но Apple утверждает, что излучение не наносит вреда глазам и коже и соответствует международным стандартам безопасности.

### Конфиденциальность
Внедрение технологии вызвало ряд дискуссий о её безопасности и конфиденциальности. Все ещё продолжаются дебаты по поводу отсутствия правовой защиты, обеспечиваемой биометрическими технологиями, по сравнению с аутентификацией паролем.
Apple утверждает, что технология более эффективна, чем Touch ID, и характеризуется меньшей вероятностью ложных срабатываний — 1 из 1 000 000 к 1 из 50 000. Многочисленные функции безопасности значительно снижают риск обхода системы с помощью фотографий или масок — только одна такая попытка увенчалась успехом.
Приложения Apple или сторонних разработчиков могут защищать конфиденциальные данные с помощью системного фреймворка — устройство проверяет личность пользователя и производит аутентификацию без обмена данными лица с приложением.

### Недостатки технологии
- При использовании Face ID на идентичных близнецах тесты на разделение двух пользователей нередко заканчивались ложным совпадением[20]. Система также оказывалась обманута близкими родственниками.

- Наличие Face ID на устройстве вызывает беспокойство по поводу возможности доступа правоохранительных органов к телефону человека при направлении экрана на его лицо. Недокументируемый доступ к технике гражданина запрещён в большинстве стран.

- Если пользователь разрешает стороннему приложению использование камеры, приложение также может получить доступ к данным выражения лица и позиционирования из Face ID для таких функций, как фильтры фронтальной камеры (например, в Snapchat) или поведение игровых персонажей, отражающее выражения лица пользователя. Однако данные, доступные третьим лицам, недостаточны для разблокировки устройства или идентификации пользователя, и Apple запрещает разработчикам продавать подобную информацию другим лицам, использовать её для рекламы и создавать профили пользователей.

## VeriFace
VeriFace — программное обеспечение для 2D-аутентификации по геометрии лица, зарегистрированное компанией Lenovo, которое стало первой подобной технологией, доступной на персональном компьютере.
Вместо ввода пароля VeriFace предлагает пользователю пройти проверку на соответствие индивидуальных особенностей лица с фотографиями, полученными ранее с веб-камеры. Технология имплементирована в новые ноутбуки семейства IdeaPad, однако её использование не считается полностью надёжным — программу можно обмануть, расположив перед камерой чёрно-белое изображение лица или фотографию.

## Системы аутентификации на платформе Android
Система аутентификации по геометрии лица была представлены компанией Google — в смартфоне Google Pixel 4, но технология имеет ряд существенных недостатков, которые Google позже исправила патчами, таких как ложная реакция на похожих людей и предоставление пользователю доступа, даже если его глаза закрыты, например, во сне, было в первых обновлениях, позже Google все исправила.

### Huawei
Face Unlock — система разблокировки распознаванием лица на телефонах Huawei и Honor, первоначально внедрённая в серии P20. Разблокировка по лицу работает несколько медленнее предшествующих методов — сканирования отпечатка пальцев и ввода пароля, но незначительно — компания утверждает, что при распознавании собираются данные о 1000 точек на лице, а аутентификация занимает 0,8 секунды.

#### Реализация
Алгоритм работы отличен от Face ID. Распознавание лица делится на три этапа:
- обнаружение
- выравнивание
- распознавание

Сначала программа находит лица на фотографии — сравниваются цвета соседних пикселей, контрастность, тёмные и светлые участки изображения. Далее найденные лица делятся на специфические узловые точки, по которым определяется разрез глаз, расстояние между глазами, длина носа, ширина скул и так далее — эти данные требуются для создания 3D-модели лица. Затем система сравнивает поступившие при попытке разблокировать смартфон данные с сохранёнными. Разблокировка происходит при совпадении, то есть при подтверждении личности пользователя.

#### Конфиденциальность
Функция 2D Live Detection делает невозможным разблокировать устройство фотографиями пользователя. Также для получения доступа к телефону глаза пользователя должны быть открыты.
Из-за принципа работы (анализ пикселей изображения) Face Unlock не показывает приемлемого качества работы при слишком ярком или недостаточном освещении. По этой же причине система не устойчива к ношению очков и головных уборов, волосам на лице. У функции есть дополнительные настройки — уведомления на экране блокировки могут отображаться в скрытом виде до тех пор, пока смартфон не «узнаёт» владельца.

### Samsung
Ранее компания Samsung предлагала специализированное оборудование для биометрической аутентификации для сканирования рисунков радужной оболочки глаза, которые более уникальны для человека, чем отпечатки пальцев. Однако в серии Galaxy S10 компания перешла на технологию разблокировки по лицу, работающую по алгоритму, аналогичному Huawei Face Unlock. Несмотря на то, что Samsung добавляет всё больше точек сбора данных на лице, чтобы предотвращать разблокировку устройства с помощью фотографии, система в данный момент не является достаточно надёжной. Она также склонна к сбоям в случае очков, одежды, волос на лице. Вокруг передней камеры имеется кольцо для освещения датчика — это упрощает использование функции в тёмное время суток.

## Применение в финансовых системах
23 марта 2016 года американская корпорация MasterCard запустила проект аутентификации клиентов по лицу MasterCard Identity Check. Также называемая «селфи-оплата» (selfie pay) проходила тестирование в Канаде (Bank of Montreal) и США. Вместо привычного запроса идентификационного кода, присылаемого по SMS, приложение в смартфоне при оплате в интернете просило сделать снимок лица. Также можно было авторизоваться по отпечатку пальца.
Подобная система с января 2017 года в тестовом режиме применяется российским банком «Открытие». Механизм работы несколько отличен от схемы канадского банка. В качестве идентификатора используется не селфи, а фотография, которую делают сотрудники банка при получении клиентом банковской карты. При кардинальном изменении внешности (например, пластика лица) требуется уведомить об этом банк для обновления в базе фотографии клиента. 

## Стандарты
Российские стандарты применения биометрических технологий:
- 1
- 2